# Cantemir Gheorghiu
Cantemir Gheorghiu (* 19. August 1982 in Bukarest, Rumänien) ist ein deutscher Produktdesigner, der in Berlin lebt und arbeitet.

## Leben
Kurz nach dem Fall der Mauer kam Gheorghius Mutter, die Autorin Carmen-Francesca Banciu nach Berlin, um einen Literaturpreis entgegenzunehmen, der ihr in der Heimat verwehrt blieb. Sie entschloss sich, in der Stadt zu bleiben, obwohl sie ursprünglich nach Paris weiterreisen wollte, um dort ein neues Leben zu beginnen. Im Jahr 1991 holte sie Gheorghiu und seine zwei Geschwister nach und zog sie anfänglich noch gemeinsam mit dem Vater in der neuen Wohnung am Checkpoint Charlie in Berlin-Mitte groß. 
Gheorghiu, der den Namen seines Vaters trägt, ging bis zu seinem Abitur im Jahr 2001 auf die Waldorfschule in Berlin-Kreuzberg. Hier wurde das ökologische Bewusstsein stark thematisiert, was ihn nachhaltig prägte. Von 2002 bis 2005 absolvierte er ein Design-Studium an der Berliner Technischen Kunsthochschule. 

## Schaffen
Nach dem Studium begann er eine Tätigkeit als Freiberufler vorwiegend im Bereich Animationsdesign. Im Jahr 2006 folgte ein Aufenthalt in New York City. Ein Jahr später mietete er sich ein Büro am Oranienplatz an, in dem er bis heute arbeitet. Unregelmäßige Zahlungen und die zunehmende Gentrifizierung in seinem Kiez machten ihm zu schaffen. 
Im Jahr 2010 bastelte er Brillen aus Papier ohne Gläser, um damit die Agentur-Kreativen in seiner Umgebung zu persiflieren, die oft Hornbrillen ohne Dioptrien trugen. Er stellte sich mit einem Bauchladen auf einen Flohmarkt in Berlin-Neukölln und fand überraschend viele Abnehmer für seine Pappbrille. Daraufhin verkaufte er diese in den Farben der deutschen Flagge im Rahmen der Fußball-Weltmeisterschaft. Aufträge von Unternehmen folgten, die das Produkt als Werbemittel mit ihrem Logo und Unternehmensfarben bestellten. Gheorghiu professionalisierte das Design und spezialisierte sich fortan auf die Entwicklung von Produkten aus Papier und weiteren nachhaltigen Materialien. Eine erste Pappbrille-Kollektion fand ihren Absatz in Modegeschäften weltweit, nachdem Gheorghiu diese in einer Guerilla-Aktion auf der Berlin Fashion Week präsentierte.
Im Jahr 2012 gründete er das Unternehmen PAPP UP mit weiteren Artikeln aus Papier und Pappe wie die Pappfliege und Taschen aus Papier. Im Jahr 2013 stellte er das Produkt PAPP UV auf einer Optikermesse in München vor. Hierbei handelt es sich um eine Sonnenbrille aus Holz-Papier-Hartfasern und hochwertigen Sonnengläsern. Seit 2014 ist das Modell auf dem Markt erhältlich.